# Thian-4-on
Thian-4-on ist eine chemische Verbindung, die in einigen Naturstoffsynthesen verwendet wurde, wie etwa von Robert B. Woodward zur Synthese von Erythromycin.

## Synthese
Ein klassischer Ansatz zur Synthese von Thian-4-on ist die Dieckmann-Kondensation von Dimethyl-3,3'-thiodipropionat zu 3-Carboxymethyl-thian-4-on und anschließender Verseifung und Decarboxylierung:

## Eigenschaften
Thian-4-on ist ein hellgelber Feststoff. Im gasförmigen Zustand hat sich das Molekül in der Sesselkonformation als am stabilsten erwiesen. Die Bindungslängen wurden mit ra(CO) = 1,223(5) Å, ra(C-S) = 1,804(3) Å, ra(C-C)av = 1,527(3) Å, ra(C-H) = 1,116(6) Å ermittelt.